# Büchelbach (Bieber)
Der Büchelbach ist ein rechter Zufluss der Bieber im Main-Kinzig-Kreis im hessischen Spessart.

## Geographie

### Verlauf

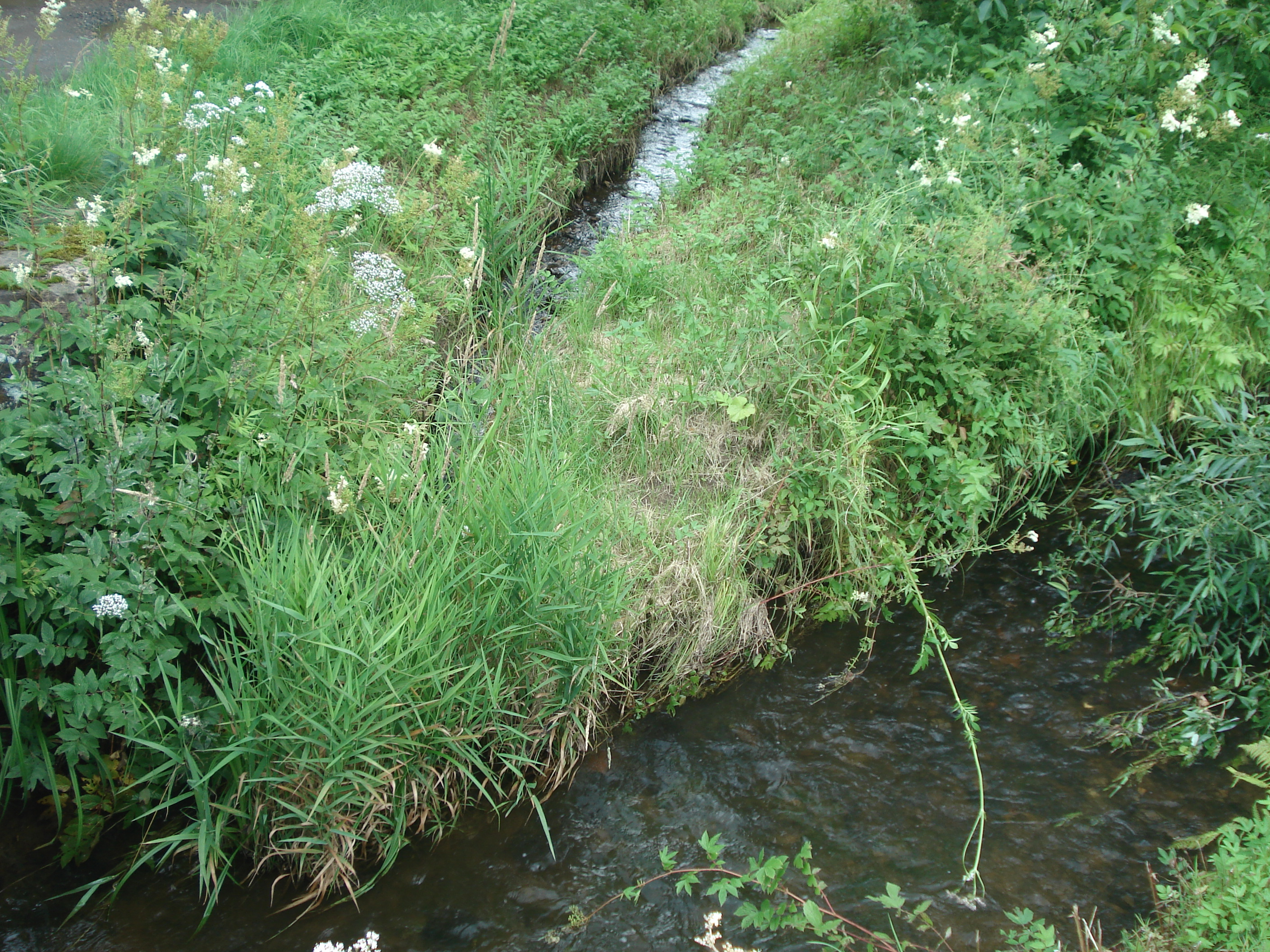
Der Büchelbach (hinten) mündet in die Bieber

Der Büchelbach entspringt auf einer Höhe von etwa 280 m ü. NHN am Waldrand nordwestlich von Gassen. 
Er verläuft in südliche Richtung nach Büchelbach, wo er schließlich auf einer Höhe von ungefähr 225 m ü. NHN und von rechts in die Bieber mündet.
Sein  etwa 1 km langer Lauf endet etwa 55 Höhenmeter unterhalb seiner Quelle, er hat somit ein mittleres Sohlgefälle von etwa 55 ‰.

### Flusssystem Kinzig
- Liste der Fließgewässer im Flusssystem Kinzig (Main)